# Нідерландський інститут космічних досліджень

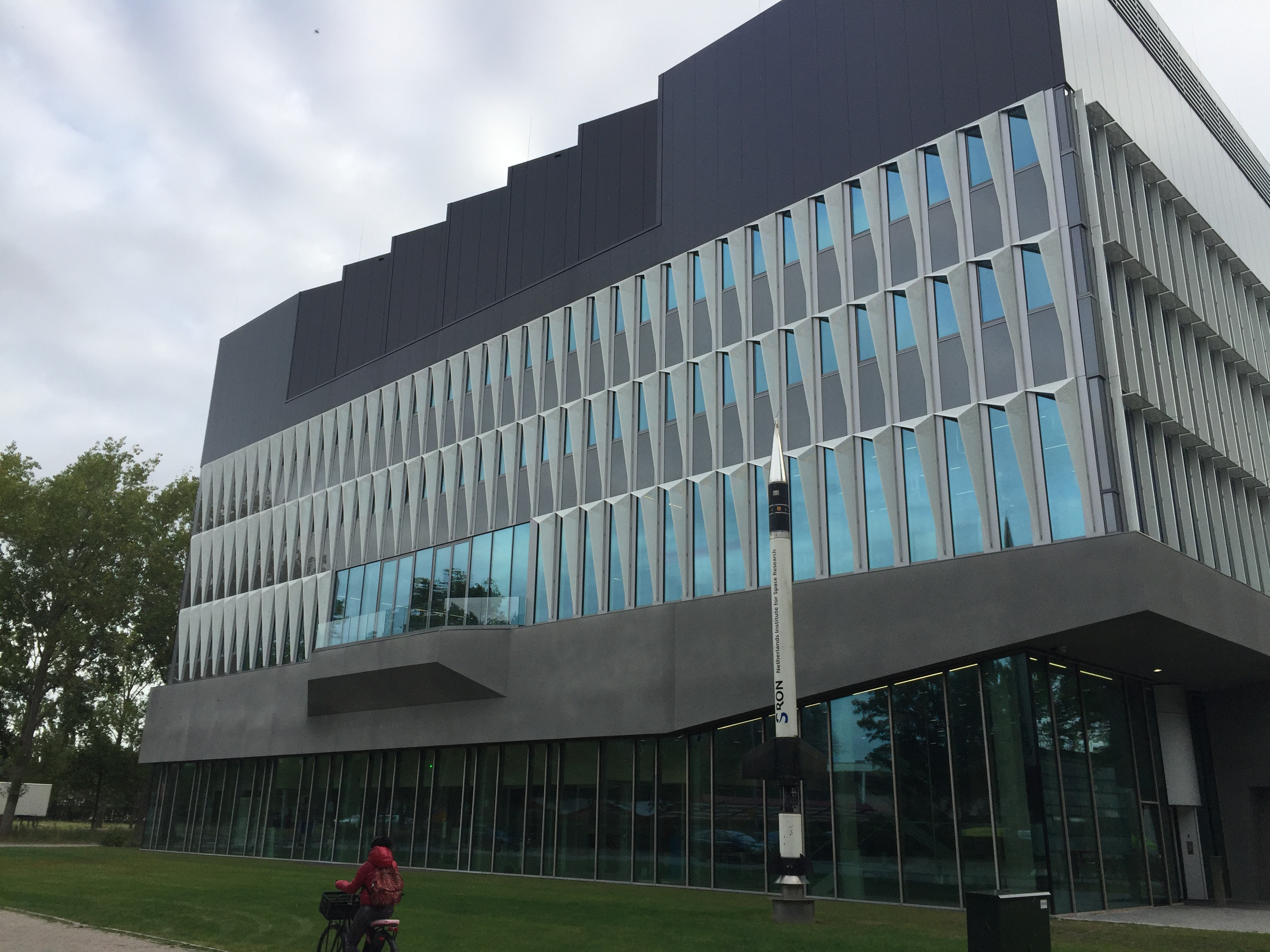
Будівля головного корпусу НІКД, Лейден, Нідерланди

Нідерландський інститут космічних досліджень (НІКД) — національне агентство з космічних досліджень, є представником Нідерландів у Європейському космічному агентстві, займається розробкою і використанням супутникової апаратури для цілей астрофізики і наук про Землю.
Організація, заснована 1983 року, мала назву «Нідерландська організація з космічних досліджень» (Stichting Ruimteonderzoek Nederland). Перейменовано 2004 року. У числі акціонерів значаться НАСА і ЄКА. Інститут розташовується в двох будівлях: головна розташована в східній частині міста Утрехт, друга — на півночі Гронінгена.

## Структура
До складу НІКД входять три наукових дертаменти (див. нижче) і два допоміжних відділи (інжинірингу та сенсорних технологій).

### Астрофізика високих енергій
Цей департамент спеціалізується на рентгенівському і гамма-обладнанні. Серед його розробок слід виділити ширококутні камери для супутника BeppoSAX, спектрометр LETGS для телескопа Чандра і спектрометр RGS для телескопа XMM-Newton. Число співробітників — близько 35 осіб.

### Астрофізика низьких енергій
Цей департамент створює інфрачервоні детектори для планерів, висотних повітряних куль і супутників, а також збирає й аналізує дані, що надходять. Тут сконструйовано короткохвильовий спектрометр для орбітального телескопа Infrared Space Observatory і аналогічний інструмент для космічної обсерваторії Гершель. Число співробітників — близько 45 осіб.

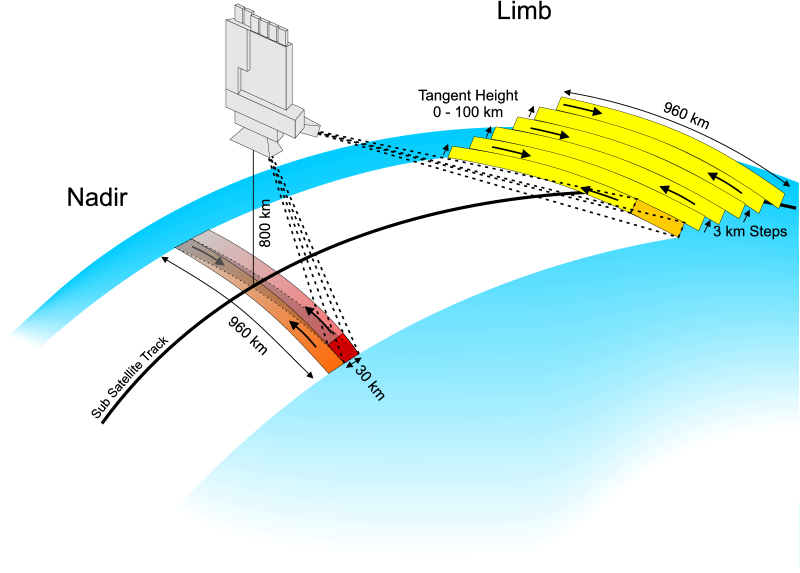
SCIAMACHY в дії.

### Науки про Землю та інші планети
Цей департамент діє від 1991 року. Він займається, переважно, вивченням фізико-хімічних властивостей земної атмосфери, а також гравітаційними дослідженнями. Силами підрозділу спільно з німецькими та бельгійськими колегами створено спектрометр SCIAMACHY для супутника Envisat. Однак через дефекти конструкції самого супутника робота цього інструменту порушилась, так що надані ним дані виявилися марними. Також департамент виконував роботу за контрактом з ЄКА про калібрування і перевірку даних, отриманих зі супутника GOCE.